# Alto Garças
Alto Garças este un oraș în statul Mato Grosso (MT), Brazilia.